# Eli Yablonovitch
Eli Yablonovitch (Puch bei Hallein, Áustria, 15 de dezembro de 1946) é um físico e engenheiro estadunidense, que juntamente com Sajeev John fundou a área da cristal fotônica em 1987. Foi juntamente com sua equipe o primeiro a criar uma estrutura tridimensional que exibe uma estrutura em banda denominada yablonovita.

## Formação
Yablonovitch obteve um bacharelado em física na Universidade McGill em 1967. Obteve um A.M. em física aplicada na Universidade Harvard em 1969, e um Ph.D. em Harvard em 1972. Durante seus estudos de pós-graduação trabalhou com óptica não linear e lasers de dióxido de carbono.

## Carreira
Após o doutorado trabalhou no Bell Labs. Foi então professor de física aplicada em Harvard em 1974. Em 1979 começou a trabalhar no Exxon research center sobre pesquisas fotovoltaicas para energia solar.
Yablonovitch foi professor de engenharia elétrica da Universidade da Califórnia em Los Angeles (UCLA). Em julho de 2007 passou a ser membro do Electrical Engineering and Computer Sciences department da Universidade da Califórnia em Berkeley. 
É fellow do Instituto de Engenheiros Eletricistas e Eletrônicos (IEEE), da Optical Society e da American Physical Society (APS).
Foi eleito membro da Academia Nacional de Ciências dos Estados Unidos, da Academia Nacional de Engenharia dos Estados Unidos, da National Academy of Inventors, da Academia de Artes e Ciências dos Estados Unidos, sendo também Membro da Royal Society.
Recebeu a Medalha Adolph Lomb de 1978, a Medalha Mountbatten de 2010, o Prêmio Fotônica IEEE de 2012, o Prémio Harvey de 2012, a Medalha Isaac Newton de 2015, o Prêmio Oliver E. Buckley de Matéria Condensada de 2016, a Medalha Edison IEEE de 2018, a Medalha Frederic Ives de 2019.